# Christoffelkapelke
Het Christoffelkapelke of 't Christoffel-kapelke is een niskapel in Bovenste Puth bij Puth in de Nederlands Zuid-Limburgse gemeente Beekdaelen. De kapel staat aan de Kempkensweg bij nummer 8 niet ver van waar de straat Bovenste Puth op de Kempkensweg uitkomt. In Puth staan ook de Onze-Lieve-Vrouw-van-Lourdeskapel (Sittarderweg) en de Mariakapel (Bernhardstraat).
De kapel is gewijd aan Christoffel.

## Geschiedenis
In 2013 werd de kapel gebouwd.

## Bouwwerk
De kapel heeft de vorm van een pilaar waarin een nis is aangebracht en wordt gedekt door een zadeldak. Onderaan begint de kapel op een ronde band, waarboven ruwe blokken gemetseld zijn, dan een sierband, daarboven de tweede ronde band en daarboven de gepleisterde bovenste helft van de kapel. In de achterwand is ter hoogte van de nis een rechthoekig venster aanbracht met glas-in-lood.
De kapelnis bestaat uit een gemetselde rondboog die met een smeedijzeren traliehekje met glas wordt afgesloten. In de nis staat een bruin beeld van de heilige Christoffel met op zijn linker schouder een gouden figuur en in de rechterhand een gouden staf. Van binnen is de nis wit geschilderd en op de achterwand is een tekst aangebracht:

Wiës mich de waeg
Dae ich gaon mót(Wijs mij de weg
Die ik gaan moet)